# Dorylinae
Dorylinae is een onderfamilie van trekmieren met vertegenwoordigers in zowel de Oude als de Nieuwe Wereld. In 2014 werden de geslachten in de onderfamilies Aenictinae, Aenictogitoninae, Cerapachyinae, Ecitoninae en Leptanilloidinae ondergebracht onder Dorylinae.

## Geslachten
- Acanthostichus Mayr, 1887
- Aenictogiton Emery, 1901
- Aenictus Shuckard, 1840
- Amyrmex
- Asphinctanilloides
- Cerapachys Smith, 1857
- Cheliomyrmex Mayr, 1870
- Chrysapace Crawley, 1924
- Cylindromyrmex Mayr, 1870
- Dorylus Fabricius, 1793
- Eburopone Borowiec, 2016
- Eciton Latreille, 1804
- Eusphinctus Emery, 1893
- Labidus Jurine, 1807
- Leptanilloides Mann, 1923
- Lioponera Mayr, 1879
- Lividopone Bolton & Fisher, 2016
- Neivamyrmex Borgmeier, 1940
- Neocerapachys Borowiec, 2016
- Nomamyrmex Borgmeier, 1936
- Ooceraea Roger, 1862
- Parasyscia Emery, 1882
- †Procerapachys Wheeler, 1915
- Simopone Forel, 1891
- Sphinctomyrmex Mayr, 1866
- Syscia Roger, 1861
- Tanipone Bolton & Fisher, 2012
- Vicinopone Bolton & Fisher, 2012
- Yunodorylus Xu, 2000
- Zasphinctus Wheeler, 1918